# Portão de Balkerne

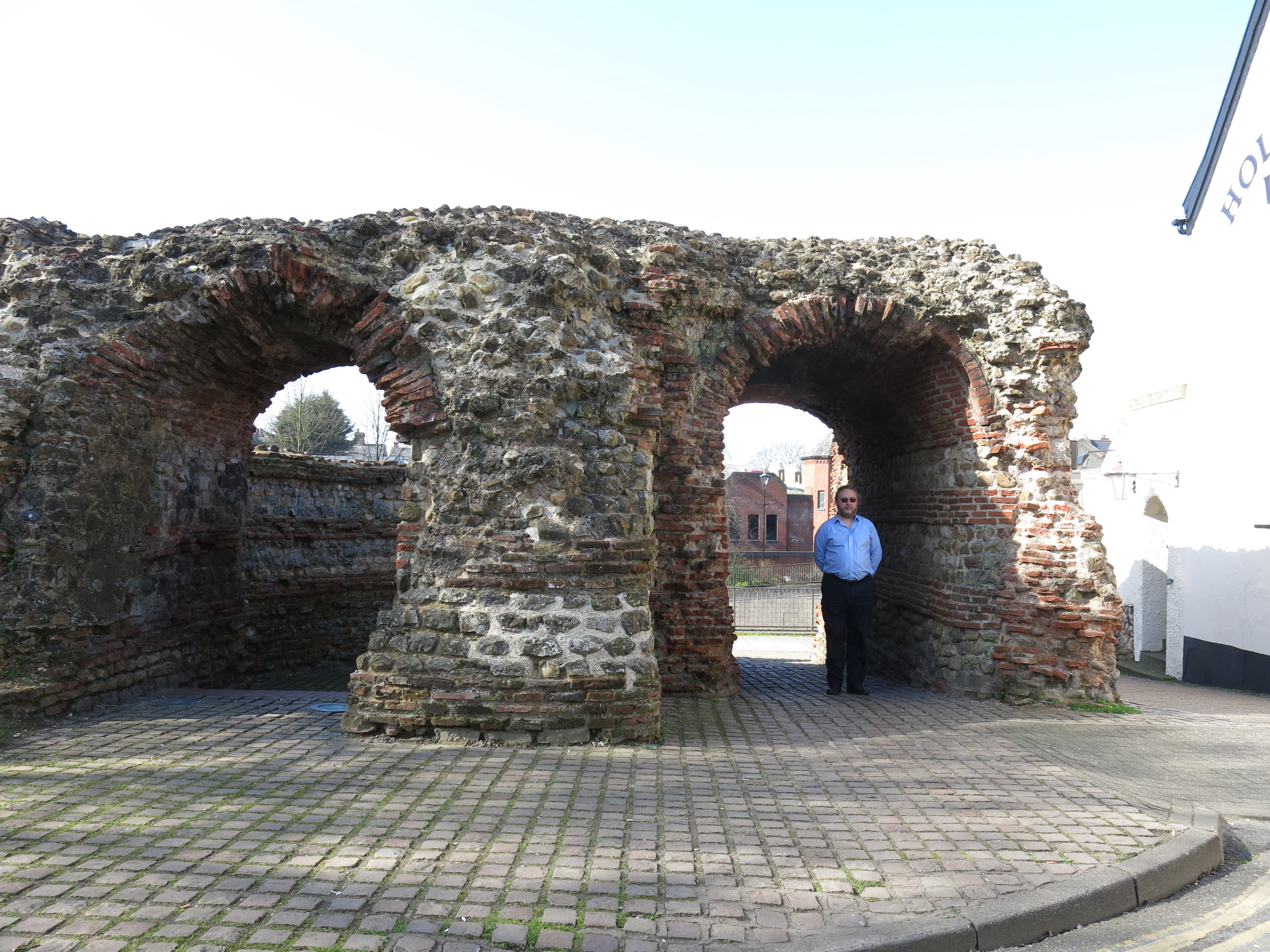
O Portão de Balkerne, Colchester, com um homem em escala

Balkerne Gate é um portal romano em Colchester (o antigo Camulodunum). É o maior portal sobrevivente na Grã-Bretanha romana e foi construído onde a estrada romana de Londinium cruzava a muralha da cidade de Camulodunum. Tudo o que resta do Portão de Balkerne, o portão romano mais antigo ainda de pé na Grã-Bretanha. Uma sentinela do passado que outrora anunciava, com sua massa imponente, a entrada de Camulodunum, a primeira capital da Grã-Bretanha romana.
Construído como um portão quádruplo - um dos maiores de todo o império em solo britânico -, ele marcava o acesso ocidental à cidade, combinando função militar e monumentalidade urbana. Contém em si a memória de uma era em que cada entrada era arquitetura, mensagem e poder, datado do século 2 a.C.